# Zero Gravity (Lorenzo Fragola)
Zero Gravity è il secondo album in studio del cantante italiano Lorenzo Fragola, pubblicato l'11 marzo 2016 dalla Sony Music.

## Concezione
L'album, prodotto da Fabrizio Ferraguzzo, contiene 14 brani, tra cui Infinite volte presentato al Festival di Sanremo 2016. Tutti i brani sono scritti dallo stesso Fragola con la collaborazione di altri autori, tra cui Tony Maiello, Virginio, Ermal Meta e Dardust.

## Promozione
L'album è stato anticipato dai videoclip dei brani D'improvviso, Weird e Zero Gravity, diretti dal regista Luca Tartaglia e pubblicati tra il 4 e l'11 marzo. L'album è stato pubblicato in una doppia versione: quella standard contenente solo il disco e una deluxe edition con hard cover book, un DVD e tre brani in più rispetto alla versione standard: Gravity, Land e la cover de La donna cannone di Francesco De Gregori, eseguita al Festival di Sanremo 2016 e resa disponibile subito dopo per il download digitale.
Dal 25 marzo 2016 è in rotazione radiofonica il singolo Luce che entra, quinta traccia dell'album.

## Tracce
1. Infinite volte – 3:28 (Lorenzo Fragola, Rory di Benedetto, Rosario Canale, Fabrizio Ferraguzzo, Antonio Filippelli)
2. Parlami – 3:54 (Lorenzo Fragola, Fausto Cogliati)
3. Con le mani – 3:24 (Lorenzo Fragola, Ermal Meta, Dario Faini, Vanni Casagrande)
4. D'improvviso – 3:29 (Lorenzo Fragola, Federica Abbate, Gianclaudia Franchini)
5. Luce che entra – 3:22 (Lorenzo Fragola, Ermal Meta, Dario Faini, Vanni Casagrande)
6. Weird – 3:06 (Lorenzo Fragola, Virginio Simonelli, Andy Ferrara)
7. Qualsiasi cosa, tutto – 4:00 (Lorenzo Fragola, P. Di Biase, Fabrizio Ferraguzzo, Dario Faini)
8. Sospeso – 2:45 (Lorenzo Fragola, Rory Di Benedetto, R. Pulitano, Dario Faini)
9. Scarlett Johansson – 4:15 (Lorenzo Fragola, Ermal Meta, Andrea Amati, Valerio Carboni)
10. Dire di no – 3:28 (Lorenzo Fragola, Oscar Angiuli, Emiliano Cecere)
11. Zero Gravity – 3:08 (Lorenzo Fragola, Riccardo Di Paola, Antonio Filippelli, Tony Maiello)

Tracce bonus nell'edizione deluxe
1. Gravity – 5:03 (Guy Berryman, Jonny Buckland, Will Champion, Chris Martin) – originariamente interpretata dagli Embrace
2. Land – 3:32 (Lorenzo Fragola, M. Lily, Antonio Filippelli, Tony Maiello e Dario Faini)
3. La donna cannone – 3:51 (Francesco De Gregori) – originariamente interpretata da Francesco De Gregori

## Classifiche
| Classifica (2016) | Posizione massima |
| ----------------- | ----------------- |
| Italia            | 1                 |